# Елмвуд (Небраска)
Елмвуд (енгл. Elmwood) град је у америчкој савезној држави Небраска.

## Демографија
По попису из 2010. године број становника је 634, што је 34 (-5,1%) становника мање него 2000. године.
| Група             | 2000.       | 2010.       |
| Белци             | 660 (98,8%) | 602 (95,0%) |
| Афроамериканци    | 1 (0,1%)    | 1 (0,2%)    |
| Азијати           | 2 (0,3%)    | 0 (0,0%)    |
| Хиспаноамериканци | 2 (0,3%)    | 23 (3,6%)   |
| Укупно            | 668         | 634         |